# 斯巴鲁汽车摸车耐力赛
新传媒斯巴鲁汽车耐力赛（英语：MediaCorp Subaru Impreza WRX Challenge；又称：比耐力赢轿车比赛）是新加坡举办的一项一年一度的极限运动挑战赛，赛事由新传媒电台和斯巴鲁汽车共同主办。赛事创立于2002年，目前该项比赛拥有中国大陆、澳门、台湾、泰国、马来西亚、菲律宾、印尼、越南、柬埔寨等地区的分赛区，已发展成为一项国际性的赛事，总决赛地点为新加坡义安城。

## 比赛形式
上午7点开始，参赛者进行注册并分组，赛事通常安排在星期六进行。下午1点，比赛正式开始。
参赛者通过抽签方式获得一个指定的站立位，必须将一只手紧贴车身指定位置，除了一只手掌外，身体的其它部位不能接触到车。如果手掌离开了车身指定位置，无论是有意还是无意的就将被淘汰，每个参赛者会有两次的警告机会，第三次警告将被取消比赛资格。
比赛每隔六小时拥有五分钟的休息时间。以此为傍晚7点、凌晨1点，上午7点、傍晚7点。休息期间，参赛者可以上厕所、吃饭、喝水、按受亲友的慰问和医护人员的按摩等。赛事冠军将获得一辆斯巴鲁汽车作为奖金。

## 比赛规则[1]
1. 比赛期间只能食用主办方新传媒提供的食品和饮料；

2. 参赛者不允许中途洗澡或剃须；

3. 比赛期间不得使用例如，湿纸巾、纸巾、爽身粉等个人卫生用品；

4. 未选择弃权的参赛者，只能在指定的休息时间寻求医疗帮助；

5. 参赛者对其他参赛者进行任何口头或肢体上的干扰都将被立即取消成绩；

6. 参赛者在比赛期间不允许弄脏自己的衣服或解手在自己的衣服上；

7. 除休息时间外，参赛期间禁止吸烟。

## 历年赛事集锦
2005年，比赛称作斯巴鲁团体挑战赛（Subaru Team Challenge）。两人配对以团体名义参赛，当其中一人放弃，团体即遭淘汰，年度冠军奖励为两部汽车。 
2007年，比赛形式改为「性别大战」，男性组和女性组坚持时间最长的参赛者将获得各自组别的冠军，能够分别得一辆汽车。最终女性包揽前三名，冠军被25岁的IT经理Sandra Yeow以77小时13分钟夺得，Yeow也成为夺得该项赛事的首位女性，男子组冠军为总成绩排名第四的Kevin Lee，成绩为76小时整。
2008年， 2008年，新加坡的总决赛第一次包括了泰国、香港、马来西亚、菲律宾等地区的40名选手参加的区域性赛事（Regional Face Off）。
2009年， 中国大陆、台湾和印度尼西亚选手加入到了比赛之中，赛事更名为「Asian Face Off」。
越南的参赛者于2010年首次参加了比赛。2011年，没有香港选手参赛，但是新增了柬埔寨和澳门参赛者的加入。2012年，澳门未能参赛但是香港选手重新回归赛事。=
2012年，此届总决赛有来自亚太区10个国家和地区，包括了中国大陆、香港、台湾、泰国、马来西亚、菲律宾、印尼、越南、柬埔寨与新加坡等共400名选手参赛，同场角逐。为了庆祝赛事举办11周年，在下午7点的五分钟休息时间的基础上增加了11秒钟。另外，在还剩下最后11位参赛者之时，发放一张「外卡」，可供参赛者选择饮水或额外休息时间。 

## 赛事历届冠亚军
| 年份 | 总冠军                                   | 时间                   | 亚军                                              |
| ---- | ---------------------------------------- | ---------------------- | ------------------------------------------------- |
| 2002 | Mohd Amat                                | 61小时55分钟           | Zech Leong                                        |
| 2003 | David Gerard Felix                       | 66小时52分钟           | N.A.                                              |
| 2004 | Ian Lee                                  | 74小时59分钟           | Cheang Pui San                                    |
| 2005 | Koh Meng Khoon 和 Lung Wen Jie           | 64小时31分钟           | Zac Ng 和 Alex Koh                                |
| 2006 | Alex Koh                                 | 73小时56分钟           | Johnny Chua                                       |
| 2007 | Sandra Yeow (女性组) *Kevin Lee (男性组) | 77小时13分钟 *76小时整 | Phua Lee Lian (女性组) Abdul Hamid Jonid (男性组) |
| 2008 | George Lee                               | 81小时32分钟           | Mary Tan                                          |
| 2009 | Mohd Anuar                               | 77小时43分钟           | Santozkumar Poonsolai                             |
| 2010 | Aloysius Lim Xiang Kwan                  | 75小时17分钟           | Abdul Hamid Jonid                                 |
| 2011 | Chong Kait Chi                           | 75小时36分钟           | Tilani Haresh Lachmandas                          |
| 2012 | Tholmas Gan Yu Shen                      | 78小时30分钟           | G Jaishanker                                      |

- Kevin Lee以76小时的成绩夺得总成绩第四名，并赢得男子组冠军，男子组第二名成绩为73小时55分钟。